# Salpianthus purpurascens
Salpianthus purpurascens är en underblomsväxtart som först beskrevs av Antonio José Cavanilles och Mariano Lagasca y Segura, och fick sitt nu gällande namn av William Jackson Hooker och George Arnott Walker Arnott. Salpianthus purpurascens ingår i släktet Salpianthus och familjen underblomsväxter. Inga underarter finns listade i Catalogue of Life.